# Finn Porath
Finn-Dominik Porath (Lübeck, 1997. február 23. –) német labdarúgó, aki 2019 óta a Holstein Kiel csatára.

## Statisztika
2016. július 20. szerint.
| Klub            | Szezon   | Bajnokság | Bajnokság | Kupa  | Kupa | Nemzetközi | Nemzetközi | Összesen | Összesen |
| Klub            | Szezon   | Mérk.     | Gól       | Mérk. | Gól  | Mérk.      | Gól        | Mérk.    | Gól      |
| --------------- | -------- | --------- | --------- | ----- | ---- | ---------- | ---------- | -------- | -------- |
| Hamburger SV    | 2015–16  | 0         | 0         | 0     | 0    | 0          | 0          | 0        | 0        |
| Hamburger SV    | 2016–17  | 0         | 0         | 0     | 0    | 0          | 0          | 0        | 0        |
| Hamburger SV    | Összesen | 0         | 0         | 0     | 0    | 0          | 0          | 0        | 0        |
| Hamburger SV II | 2014–15  | 0         | 0         | 0     | 0    | 0          | 0          | 0        | 0        |
| Hamburger SV II | 2015–16  | 1         | 0         | 0     | 0    | 0          | 0          | 1        | 0        |
| Hamburger SV II | 2016–17  | 0         | 0         | 0     | 0    | 0          | 0          | 0        | 0        |
| Hamburger SV II | Összesen | 1         | 0         | 0     | 0    | 0          | 0          | 1        | 0        |
| Összesen        | Összesen | 1         | 0         | 0     | 0    | 0          | 0          | 1        | 0        |